# 淡红鹿藿
淡红鹿藿（学名：Rhynchosia rufescens）为豆科鹿霍属下的一个种。

## 扩展阅读
- 維基物種上的相關：淡红鹿藿